# Hjärntorget
Hjärntorget var ett pedagogiskt it-stöd för barn, elever, studerande, medarbetare, skolledare och vårdnadshavare inom förskola, skola, gymnasium och vuxenutbildning i Göteborgs stad. Hjärntorget föll under benämningen lärplattform. Hjärntorget erbjöd många olika verktyg som stödjer barnets/elevens/den studerandes lärprocess. Det var upp till varje verksamhet att själv bestämma innehållet i HjT, samt vilka funktioner de ville använda, och på vilket sätt. Funktionerna fanns inom följande områden:
- Planering, schema, kalender och närvaro
- Elevens lärprocess (portfolio, IUP, utvecklingssamtal)
- Informations- och kommunikationsverktyg
- Samarbetsytor (gemensamma dokumentfiler, rum, diskussioner etc)
- Bedömningmatriser och pedagogisk planering för skolans alla ämnen

Hjärntorget nådde ca 150 000 potentiella användare i Göteborg och hade en daglig användning där ca 10 000 personer var inne i systemet tills det stängdes ner 30 juni 2022  och ersattes av Unikum och Vklass .

## Teknik
Hjärntorget byggde  på teknik från PingPong AB tillsammans med delar av Skolplatsen från GotIT. PingPong är en av de lärplattformar som används vid skolor och universitet i Sverige. PingPong används speciellt för nätbaserade distansutbildningar och för att hantera inlämningsuppgifter. På väg in i Hjärntorget är e-post från Google.

## Kritik och nedstängning
Hjärntorget hade länge fått mycket kritik då det uppfattades som inte användarvänligt, och inkräktande på personuppgifter. Särskilt Liberalerna hade kritiserat plattformen starkt, och de ville länge stänga ner Hjärntorget. 2019 bestämde Göteborgs Stad att Hjärntorget skulle stängas ner, och det hände 30 juni 2022. Den 8 augusti samma år började Vklass och Unikum användas i Göteborg, och nu har man inte tillgång till Hjärntorget längre.